# Tylexocladus hispidus
Tylexocladus hispidus är en svampdjursart som beskrevs av Claude Lévi 1993. Tylexocladus hispidus ingår i släktet Tylexocladus och familjen Polymastiidae.
Artens utbredningsområde är havet kring Nya Kaledonien. Inga underarter finns listade i Catalogue of Life.